# Dixence-Lac-des-Dix
Dixence-Lac-des-Dix er en svævebane ved Europas højeste dæmning, Grande Dixence, der ligger i Valais i det sydlige Schweiz.

## Banetype
Svævebanen er med to lukkede kabiner (gondoler), der sidder fast monteret på et kabel (stålwire), der turnerer. Vægten af den øverste kabine er med til at trække den nederste op, dog hjulpet af en elektromotor. Kablet understøttes undervejs af to pyloner (gittermaster).

## Stationerne
Dalstationen ligger ved foden af dæmningen, tæt på administrationsbygninger til elektricitetsværket. Billetter købes på stedet. Parkering ca. 100 meter fra svævebanen.

Topstationen ligger på niveau med den næsten 300 meter høje dæmning. Fra stationen er der få meter til dæmningens overside samt nem adgang til stien rundt om den kunstige sø Lac des Dix.

## Specifikationer
- Kapacitet: Ca. 20 personer pr. kabine
- Turens varighed: Ca. 4 minutter
- Banens længde: 592 meter
- Højdeforskel mell. dalstation og topstation: 234 meter

### Priser i 2011
- Voksne, enkelttur: 7,00 CHF
- Voksne, dobbelttur: 10,00 CHF
- Børn, (6-16 år), enkelttur: 3,50 CHF
- Børn, (6-16 år), dobbelttur: 5,00 CHF

- Hund kan medbringes på børnebillet.

### Køreplan 2011
- For- og eftersæson:

10.05 til 12.15 samt 13.15 til 17.15: Afgang hvert 10. minut
- Højsæson:

9.35 til 12.15 samt 13.15 til 18.25: Afgang hvert 10. minut
Driftperiode: Fra starten af juni til midten af oktober. Resten af året lukket.